# 18991 Tonivanov
18991 Tonivanov è un asteroide della fascia principale. Scoperto nel 2000, presenta un'orbita caratterizzata da un semiasse maggiore pari a 2,2768646 UA e da un'eccentricità di 0,0714775, inclinata di 5,00722° rispetto all'eclittica.